# Tanón
Tanón es un pueblo del norte del Perú localizado en el distrito de San Miguel, Departamento de Cajamarca.
Es un valle alimentado por el río Puclhus (sanmiguelino) el principal afluente del Jequetepeque porque durante todo el verano jamás se seca 

## Historia
Su historia se remonta a 12 mil años A. C., con muchos vestigios en Tanón. En su suelo se encontraron los vestigios más antiguos de pintura rupestre de Cajamarca y cuenta además con varias ruinas de algunas culturas.
Por su riberas hay un camino por el cual los chilenos, derrotados en la batalla de San Pablo, huyeron hacia Pacasmayo donde estaba el barco de su expedición
Sus pobladores se dedican a la agricultura, como la siembra de arroz.